# Kepler-298 d
 (février 2016).
Si vous disposez d'ouvrages ou d'articles de référence ou si vous connaissez des sites web de qualité traitant du thème abordé ici, merci de compléter l'article en donnant les références utiles à sa vérifiabilité et en les liant à la section « Notes et références ».
Kepler-298 d est une planète extrasolaire en orbite autour de l'étoile Kepler-298, une naine orange (type spectral K) éloignée de 1 500 années-lumière du système solaire dans la constellation du Dragon. Située dans la zone habitable de son étoile, elle a été découverte dans le cadre de la mission Kepler par la méthode des transits. Sa masse ne peut pas être déterminée par cette méthode, mais son rayon oui, et celui-ci est estimé à 2,5 fois celui de la Terre. Kepler-298 d est ainsi probablement une super-Terre ou mini-Neptune (ou naine gazeuse).
Le Laboratoire de l'habitabilité planétaire d'Arecibo a calculé une température d'équilibre de 271 kelvins (-2 degrés Celsius), que le sel, considéré comme un effet de serre similaire à la Terre[Quoi ?], à 322 K (49 °C). L'indice de similarité avec la Terre de cette planète est évalué à 0,68.

## Caractéristiques
L'étoile autour de laquelle tourne cette planète, Kepler-298, est une naine orange (type spectral K) d'une masse égale à 65 % de celle du Soleil pour un rayon de 58 % de celui de notre étoile. Sa métallicité, d'une valeur de -0,121, est un peu plus faible que celle du Soleil, ce qui signifie une moindre abondance d'éléments lourds (tous les éléments sauf l'hydrogène et l'hélium) que dans notre étoile. la limite couplage marée système situé entre le centre de la zone habitable et son bord interne, à 0,3982 UA.[Quoi ?] Kepler-298 d, avec un demi-grand axe de 0,305 unité astronomique, est trop proche de son étoile pour surmonter la limite de l'ancre[Quoi ?]. Il est donc probable que la planète présente toujours la même face à l'étoile, ayant ainsi un hémisphère en permanence dans le jour alors que l'autre est perpétuellement dans la nuit.
Le rayon de la planète est de 2,5 R⊕, bien au-dessus de la limite de 1,6 R⊕ séparant le type planète terrestre du type mini-Neptune. Si la composition de l'objet était similaire à celle de la Terre, sa masse serait 26,81 fois celle de la Terre M⊕ et sa gravité 4,3 fois celle de la Terre. Avec ces caractéristiques, la probabilité que ce soit une planète gazeuse est extrêmement élevé. 
Estimée à partir de son emplacement dans le système et la luminosité de l'étoile, la température de surface moyenne est de 48,75 ℃ , avec l'hypothèse d'une atmosphère et d'un albédo similaires à ceux de la Terre. Par conséquent, il est très proche de la frontière entre les mésoplanètes et thermoplanètes selon la puissance thermique d'habitabilité d'une planète de PHL[Comment ?]. A titre de référence, la HZD ou la distance du centre de la zone habitable de l'objet est -0,86, contre -0,5 à la Terre (-1 représente la limite intérieure de la zone habitable, 0 le centre et +1 son bord extérieur). 
Kepler-298 d est la troisième exoplanète trouvée dans le système Kepler-298. Auparavant, deux autres objets ont été découverts Kepler-298 b et Kepler-298 c, de rayon R⊕ 1,96 et 1,93 respectivement. Kepler-298C prend près de vingt-trois jours pour orbiter son étoile. Sa température moyenne, et en considérant une atmosphère et un albédo similaires à la Terre, dépasseraient 177 ℃[réf. nécessaire].

## Habitabilité
L'indice de similarité avec la Terre ou IST de Kepler-298 d est de 68 %, similaire à celle de Mars, en raison de sa taille excessive et de sa température estimée. Cependant, elle est parmi les vingt exoplanètes confirmées les plus semblables à la Terre.

## Sources
- (es) Kepler-298d
- (it) Kepler-298 d